# Fresno (ciutat de Califòrnia)

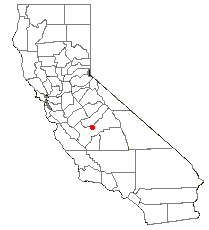
Localització de Fresno a Califòrnia

Fresno és una ciutat a l'estat de Califòrnia, a la Gran Vall de Califòrnia on és el primer centre urbà. És seu del comtat de Fresno, i d'un aeroport anomenat Terminal Aèria de Fresno o Aeroport Internacional Yosemite de Fresno. La ciutat que està situada a la vall de San Joaquin de Califòrnia, va ser fundada el 1872 i tenia 464.727 habitants el 2005 i 471.479 el 2006. El motor Fresno Scraper va ser dissenyat a Fresno.

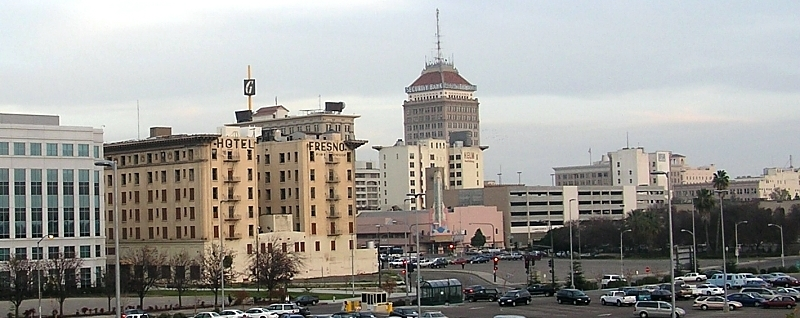
El centre de Fresno.

## Personatges il·lustres
- William Saroyan (1908-1981), escriptor.
- Nick de Firmian (n. 1957), Gran Mestre d'escacs.
- Leland Stanford Barton (1884-1977), músic.